# La isla: desafío extremo
La isla: desafío extremo (o simplemente como La isla) es un programa de televisión de telerrealidad estadounidense producido por Acun Medya, a cargo de Francisco Suárez para Telemundo. El programa está basado en el formato Desafío de Caracol Televisión. Está presentado por Javier Poza. Se estrenó el 30 de julio de 2024.

## Formato
Un grupo de famosos y civiles se instalan en un lugar aislado de Turquía y se dividen en tres equipos: las Águilas, los Tiburones y las Panteras. Cada semana, los equipos compiten por la condición en la que vivirán esa semana y además, competirán por la capitanía, la inmunidad y las recompensas. Los participantes son eliminados del juego en base a los votos de sus compañeros hasta que sólo quedan tres. El ganador recibirá el gran premio de 200.000 dólares.

### Retos
Cada semana los equipos participarán en diversos retos:
- Reto de La Misión: Dos miembros de cada equipo compiten por ganar el emblema, una reliquia simbólica de cada una de las ciudades de Turquía. Los dos equipos con más emblemas antes de la fusión conservan su color, su nombre y su legado.
- Reto Territorial: Los equipos compiten por las mejores condiciones de vida, y los ganadores reciben las llaves de Playa Alta, una casa de playa de lujo con aire acondicionado, alberca, agua caliente y amueblada con camas. Las comidas que deseen son preparadas por un chef. El segundo puesto es para Playa Media, que les proporciona lo básico para sobrevivir, un techo, camas y un baño, pero tienen una ración mínima de comida y agua. El equipo de tercer lugar recibe las llaves de Playa Baja, que cuenta con las peores condiciones de vida, los jugadores tienen que vivir al aire libre o construir su propio refugio, y cuentan con raciones de comida escasas y no se les facilita agua.
- Reto de Capitanes: Cada semana se designa por votación al capitán de un equipo. Los capitanes se enfrentan en un reto, y el ganador obtiene una ventaja para su equipo en un reto de su elección.
- Reto de Castigo: Los equipos compiten para evitar un castigo. El equipo que quede en segundo lugar debe elegir a un miembro de su equipo para cumplir el castigo. El equipo en último lugar debe elegir a dos miembros de su equipo para cumplir el castigo.
- Reto por la Aventura: Los equipos compiten para ganar la oportunidad de vivir una experiencia tradicional de la región donde se encuentran.
- Reto de Salvación: Los equipos compiten para ganar inmunidad de la eliminación.
- Reto por el Honor: Los equipos perdedores del Reto de Salvación compiten para determinar el número de miembros que cada equipo nominará en el juicio. El equipo ganador nominará a un miembro, mientras que el equipo perdedor nominará a dos miembros.
- Reto por el Dinero: Los equipos compiten para ganar dinero extra, independiente del gran premio de 200.000 dólares, y podrán conservarlo aunque sean eliminados.
- Reto por la Revancha: Los equipos nuevamente compiten por las mejores condiciones de vida. El equipo que vive en Playa Alta debe defender su territorio frente a otros equipos. Si no lo consiguen, son expulsados y deben trasladarse a una de las otras playas.
- Reto por el Poder: Los participantes compiten individualmente para ganar el Poder del Brazalete y así salvar a uno de los nominados. En la primera ronda, los participantes del mismo equipo compiten entre sí. Los dos ganadores de cada equipo compiten en la segunda ronda. Si un nominado gana, no puede salvarse a sí mismo y debe usarlo en otro nominado.
- Reto por la Inmunidad Total: Tras la disolución de un equipo, los equipos restantes ya no elegirán a sus capitanes por votación. Los participantes de un mismo equipo compiten entre sí para ganar la capitanía y la inmunidad total durante la semana.
- Reto por la Sentencia: Los equipos compiten para enviar a un participante del equipo contrario directamente al duelo de eliminación. Este participante no es elegible para ser salvado con el Brazalete del Poder.

## Participantes
Inicialmente se seleccionó a 24 participantes para competir. El primer grupo fue anunciado y confirmado el 1 de julio de 2024. El segundo grupo fue anunciado y confirmado el 10 de julio de 2024. El 9 de agosto de 2024, Monse Castillo entró al programa en sustitución de Regina Fernández. El 13 de agosto, Viviana Michel entró al programa en sustitución de Julia Gama. El 20 de agosto de 2024, Uriel del Toro entró al programa en sustitución de Julián Gil.
| Participante        | Participante | Participante              | Participante | Participante                            | Equipo    | Equipo          | Equipo          | Resultado       | Resultado |
| Nombre              | Edad         | Origen                    | Origen       | Ocupación                               | Original  | Pre-Fusión      | Fusión          | Estado          | Episodio  |
| ------------------- | ------------ | ------------------------- | ------------ | --------------------------------------- | --------- | --------------- | --------------- | --------------- | --------- |
| Julia Gama          | 31           | Bandera de Brasil         | Porto Alegre | Actriz y modelo                         | Águilas   |                 |                 | Abandona        | 7         |
| Regina Fernández    | 23           | Bandera de México         | México       | Estudiante de periodismo                | Panteras  | Abandona        | 9               |                 |           |
| Carlos Caquias      | 30           | Bandera de Puerto Rico    | Yauco        | Entrenador físico                       | Panteras  | Abandona        | 10              |                 |           |
| José Sedek          | 40           | Bandera de Venezuela      | Barquisimeto | Actor                                   | Águilas   | 1.er desterrado | 12              |                 |           |
| Julián Gil          | 54           | Bandera de Puerto Rico    | Puerto Rico  | Actor y presentador de televisión       | Águilas   | Abandona        | 17              |                 |           |
| Aylín Mujica        | 49           | Bandera de Cuba           | La Habana    | Actriz                                  | Águilas   | 2.a desterrada  | 18              |                 |           |
| Carmen Aub          | 34           | Bandera de México         | CDMX         | Actriz                                  | Águilas   | 3.a desterrada  | 24              |                 |           |
| Gisella Aboumrad    | 44           | Bandera de México         | CDMX         | Actriz                                  | Tiburones | 4.a desterrada  | 30              |                 |           |
| Sergio Mayer        | 58           | Bandera de México         | CDMX         | Actor y político                        | Águilas   | Panteras        | Abandona        | 33              |           |
| Samira Jalil        | 33           | Bandera de Argentina      | Buenos Aires | Chica reality                           | Tiburones | Tiburones       | Abandona        | 34              |           |
| Jesús «Chuy» Almada | 35           | Bandera de México         | Navojoa      | Boxeador                                | Tiburones | Tiburones       | 5.o desterrado  | 36              |           |
| Sebastián Caicedo   | 43           | Bandera de Colombia       | Cali         | Actor                                   | Águilas   | Panteras        | 6.o desterrado  | 42              |           |
| Adolfo Rodríguez    | 31           | Bandera de Puerto Rico    | Las Piedras  | Biólogo                                 | Panteras  | Panteras        | 7.o desterrado  | 48              |           |
| Valeria Guajardo    | 26           | Bandera de México         | Nuevo León   | Diseñadora y presentadora de televisión | Panteras  | Panteras        | 8.a desterrada  | 51              |           |
| Tony Garza          | 37           | Bandera de México         | CDMX         | Actor                                   | Tiburones | Tiburones       | Abandona        | 52              |           |
| Alejandro Salgado   | 24           | Bandera de México         | CDMX         | Modelo y artemarcialista                | Panteras  | Panteras        | 9.o desterrado  | 54              |           |
| Cristina Eustace    | 45           | Bandera de México         | Chihuahua    | Cantante y empresaria                   | Tiburones | Tiburones       | 10.a desterrada | 57              |           |
| Monse Castillo      | 27           | Bandera de México         | Monterrey    | Empresaria                              | Panteras  | Panteras        | 11.a desterrada | 60              |           |
| Awilda Herrera      | 32           | Bandera de Puerto Rico    | San Juan     | Modelo e influencer                     | Panteras  | Panteras        | Fusión          | 12.a desterrada | 61        |
| Alba Prado          | 31           | Bandera de Colombia       | Tumaco       | Modelo y atleta de CrossTraining        | Panteras  | Panteras        | Fusión          | 13.a desterrada | 62        |
| Viviana Michel      | 26           | Bandera de México         | Guadalajara  | Futbolista                              | Águilas   | Tiburones       | Fusión          | 14.a desterrada | 63        |
| Angélica Celaya     | 42           | Bandera de Estados Unidos | Tucson       | Actriz                                  | Águilas   | Panteras        | Fusión          | 15.a desterrada | 64        |
| Uriel del Toro      | 46           | Bandera de México         | CDMX         | Actor                                   | Águilas   | Tiburones       | Fusión          | 16.o desterrado | 65        |
| Natalia Alcocer     | 35           | Bandera de México         | CDMX         | Actriz e influencer                     | Tiburones | Tiburones       | Fusión          | 4.a finalista   | 66        |
| Guty Carrera        | 33           | Bandera de Ecuador        | Guayaquil    | Actor y modelo                          | Tiburones | Tiburones       | Fusión          | 3.er finalista  | 66        |
| Hubert Riascos      | 29           | Bandera de Colombia       | Barranquilla | Presentador de televisión               | Panteras  | Panteras        | Fusión          | 2.o finalista   | 66        |
| Adrián Di Monte     | 33           | Bandera de Cuba           | Santa Clara  | Actor                                   | Tiburones | Tiburones       | Fusión          | Ganador         | 66        |

## Historial de votación
| Tabla de votaciones de La isla: desafío extremo |               |           |               |          |            |           |                 |          |                |           |               |           |                  |           |                 |          |                  |             |                |          |            |            |            |            |            |            |            |            |            |            |            |            |            |            |            |            |            |            |                 |                 |                |            |            |            |            |            |                  |                  |              |              |             |            |            |            |            |            |            |
|                                                 | Original      | Original  | Original      | Original | Original   | Original  | Original        | Original | Original       | Original  | Original      | Original  | Original         | Original  | Original        | Original | Original         | Original    | Original       | Original | Pre-Fusión | Pre-Fusión | Pre-Fusión | Pre-Fusión | Pre-Fusión | Pre-Fusión | Pre-Fusión | Pre-Fusión | Pre-Fusión | Pre-Fusión | Pre-Fusión | Pre-Fusión | Pre-Fusión | Pre-Fusión | Pre-Fusión | Pre-Fusión | Pre-Fusión | Pre-Fusión | Pre-Fusión      | Pre-Fusión      | Pre-Fusión     | Pre-Fusión | Pre-Fusión | Pre-Fusión | Pre-Fusión | Pre-Fusión | Pre-Fusión       | Pre-Fusión       | Pre-Fusión   | Pre-Fusión   | Pre-Fusión  | Pre-Fusión | Pre-Fusión | Pre-Fusión | Pre-Fusión | Pre-Fusión | Pre-Fusión |
| Semana                                          | 1             | 1         | 1             | 1        | 2          | 2         | 2               | 2        | 3              | 3         | 3             | 3         | 4                | 4         | 4               | 4        | 5                | 5           | 5              | 5        | 6          | 6          | 6          | 6          | 7          | 7          | 7          | 7          | 7          | 7          | 7          | 7          | 7          | 8          | 8          | 8          | 8          | 8          | 8               | 8               | 9              | 9          | 9          | 9          | 9          | 9          | 9                | 9                | 9            | 9            | 10          | 10         | 10         | 10         | 10         | 10         | 10         |
| Episodio                                        | 3             | 3         | 6             | 6        | 9          | 9         | 12              | 12       | 15             | 15        | 18            | 18        | 21               | 21        | 24              | 24       | 27               | 27          | 30             | 30       | 33         | 33         | 36         | 36         | 39         | 39         | 39         | 39         | 40         | 42         | 42         | 42         | 42         | 45         | 45         | 45         | 45         | 46         | 48              | 48              | 50             | 51         | 51         | 51         | 51         | 52         | 54               | 54               | 54           | 54           | 56          | 57         | 57         | 57         | 58         | 60         | 60         |
| ----------------------------------------------- | ------------- | --------- | ------------- | -------- | ---------- | --------- | --------------- | -------- | -------------- | --------- | ------------- | --------- | ---------------- | --------- | --------------- | -------- | ---------------- | ----------- | -------------- | -------- | ---------- | ---------- | ---------- | ---------- | ---------- | ---------- | ---------- | ---------- | ---------- | ---------- | ---------- | ---------- | ---------- | ---------- | ---------- | ---------- | ---------- | ---------- | --------------- | --------------- | -------------- | ---------- | ---------- | ---------- | ---------- | ---------- | ---------------- | ---------------- | ------------ | ------------ | ----------- | ---------- | ---------- | ---------- | ---------- | ---------- | ---------- |
| Desterrado(a)                                   | Ninguno       | Ninguno   | Ninguno       | Ninguno  | José       | José      | José            | José     | Aylín          | Aylín     | Aylín         | Aylín     | Carmen           | Carmen    | Carmen          | Carmen   | Gisella          | Gisella     | Gisella        | Gisella  | Chuy       | Chuy       | Chuy       | Chuy       | Sebastián  | Sebastián  | Sebastián  | Sebastián  | Sebastián  | Sebastián  | Sebastián  | Sebastián  | Sebastián  | Adolfo     | Adolfo     | Adolfo     | Adolfo     | Adolfo     | Adolfo          | Adolfo          | Valeria        | Valeria    | Valeria    | Valeria    | Valeria    | Alejandro  | Alejandro        | Alejandro        | Alejandro    | Alejandro    | Cristina    | Cristina   | Cristina   | Cristina   | Monse      | Monse      | Monse      |
| Equipo                                          | Águilas       | Tiburones | Águilas       | Panteras | Águilas    | Tiburones | Águilas         | Panteras | Águilas        | Tiburones | Águilas       | Panteras  | Tiburones        | Águilas   | Águilas         | Panteras | Tiburones        | Panteras    | Panteras       | Águilas  | Panteras   | Tiburones  | Panteras   | Tiburones  | Panteras   | Panteras   | Tiburones  | Tiburones  | Panteras   | Panteras   | Panteras   | Tiburones  | Tiburones  | Panteras   | Panteras   | Tiburones  | Tiburones  | Panteras   | Panteras        | Panteras        | Panteras       | Panteras   | Panteras   | Tiburones  | Tiburones  | Panteras   | Panteras         | Panteras         | Tiburones    | Tiburones    | Panteras    | Panteras   | Panteras   | Tiburones  | Panteras   | Panteras   | Tiburones  |
| Nominados                                       | José Angélica | Tony      | Julián Carmen | Regina   | José Aylín | Cristina  | Angélica Carmen | Valeria  | Angélica Aylín | Cristina  | Sergio Carmen | Alba      | Cristina Gisella | Carmen    | Sergio Angélica | Valeria  | Gisella Cristina | Monse       | Valeria Awilda | Sergio   | Angélica   | Uriel      | Awilda     | Chuy       | Sebastián  | Sebastián  | Cristina   | Cristina   | Hubert     | Awilda     | Awilda     | Tony       | Tony       | Hubert     | Hubert     | Cristina   | Cristina   | Alba       | Angélica Adolfo | Angélica Adolfo | Awilda Valeria | Hubert     | Hubert     | Tony       | Tony       | Awilda     | Alejandro Hubert | Alejandro Hubert | Guty Natalia | Guty Natalia | Alba Hubert | Angélica   | Angélica   | Cristina   | Monse      | Angélica   | Uriel      |
| Recuento                                        | 5-3           | 7-1-1     | 7-1           | 7-1-1    | 4-3-1      | 6-2       | 5-3             | 4-1-1    | 3-3            | 5-3-1     | 5-1           | 6-1       | 4-4-1            | 2-1-1-1   | 4-1             | 5-3      | 6-2-1            | 2-1-1-1-1-1 | 5-2-1          | 4-1      | 7-3        | 6-4        | 6-3-1      | 7-2        | 7-4        | 7-4        | 6-3        | 6-3        | Sin voto   | 7-2-2      | 7-2-2      | 8-1        | 8-1        | 6-4        | 6-4        | 6-3        | 6-3        | Sin voto   | 8-7-6           | 8-7-6           | Sin voto       | 6-3        | 6-3        | 6-2-1      | 6-2-1      | Sin voto   | 5-3              | 5-3              | 6-2          | 6-2          | Sin voto    | 4-3        | 4-3        | 5-1-1      | Sin voto   | 4-2        | 5-1        |
|                                                 |               |           |               |          |            |           |                 |          |                |           |               |           |                  |           |                 |          |                  |             |                |          |            |            |            |            |            |            |            |            |            |            |            |            |            |            |            |            |            |            |                 |                 |                |            |            |            |            |            |                  |                  |              |              |             |            |            |            |            |            |            |
| Adrián                                          |               | Tony      |               | Adolfo   |            | Cristina  |                 |          |                | Cristina  |               |           | Cristina         |           |                 |          | Cristina         |             |                |          |            | Uriel      |            | Chuy       |            |            | Cristina   | Cristina   |            |            |            | Tony       | Tony       | Hubert     | Hubert     | Cristina   | Cristina   |            | Adolfo          | Adolfo          |                |            |            | Tony       | Tony       |            |                  |                  | Natalia      | Natalia      |             |            |            | Cristina   |            |            | Uriel      |
| Adrián                                          | Awilda        | Tony      | Awilda        | Adolfo   |            | Cristina  |                 |          |                | Cristina  |               |           | Cristina         |           |                 |          | Cristina         |             |                |          |            | Uriel      |            | Chuy       |            |            | Cristina   | Cristina   |            |            |            | Tony       | Tony       | Hubert     | Hubert     | Cristina   | Cristina   |            |                 |                 |                |            |            | Tony       | Tony       |            |                  |                  | Natalia      | Natalia      |             |            |            | Cristina   |            |            | Uriel      |
| Alba                                            |               |           |               | Regina   |            |           |                 | Valeria  |                | Tony      |               | Alejandro |                  |           |                 | Valeria  |                  | Awilda      | Valeria        |          | Angélica   |            | Monse      |            | Sebastián  | Sebastián  |            |            |            | Monse      | Monse      |            |            | Alejandro  | Alejandro  |            |            |            | Angélica        | Angélica        |                | Monse      | Monse      |            |            |            | Alejandro        | Alejandro        |              |              |             | Angélica   | Angélica   |            |            | Angélica   |            |
| Angélica                                        | José          |           | Julián        |          | José       |           | Carmen          |          | Aylín          |           | Sergio        |           |                  | Carmen    | Sergio          |          |                  |             |                | Sergio   | Awilda     |            | Awilda     |            | Alejandro  | Alejandro  |            |            |            | Awilda     | Awilda     |            |            | Hubert     | Hubert     |            |            |            | Adolfo          | Awilda          |                | Hubert     | Hubert     |            |            |            | Hubert           | Hubert           |              |              |             | Awilda     | Awilda     |            |            | Awilda     |            |
| Awilda                                          |               |           |               | Regina   |            |           |                 | Valeria  |                |           |               | Alba      |                  |           |                 | Valeria  |                  | Alba        | Valeria        |          | Angélica   |            | Valeria    |            | Sebastián  | Sebastián  |            |            |            | Monse      | Monse      |            |            | Alejandro  | Alejandro  |            |            |            | Angélica        | Angélica        |                | Monse      | Monse      |            |            |            | Alejandro        | Alejandro        |              |              |             | Angélica   | Angélica   |            |            | Angélica   |            |
| Guty                                            |               | Tony      |               |          |            | Cristina  |                 |          |                | Gisella   |               |           | Cristina         |           |                 |          | Gisella          |             | Alba           |          |            | Tony       |            | Chuy       |            |            | Cristina   | Cristina   |            |            |            | Tony       | Tony       |            |            | Cristina   | Cristina   |            |                 |                 |                |            |            | Tony       | Tony       |            |                  |                  | Natalia      | Natalia      |             |            |            | Cristina   |            |            | Uriel      |
| Hubert                                          |               |           |               | Regina   |            |           |                 | Valeria  |                |           |               | Alba      | Tony             |           |                 | Valeria  |                  | Adolfo      | Valeria        |          | Angélica   |            | Valeria    |            | Sebastián  | Sebastián  |            |            |            | Angélica   | Angélica   |            |            | Alejandro  | Alejandro  |            |            |            | Angélica        | Angélica        |                | Monse      | Monse      |            |            |            | Alejandro        | Alejandro        |              |              |             | Angélica   | Angélica   | Viviana    |            | Angélica   | Uriel      |
| Natalia                                         |               | Tony      |               |          |            | Tony      |                 |          |                | Cristina  |               |           | Cristina         |           |                 | Awilda   | Gisella          |             |                |          |            | Uriel      |            | Chuy       |            |            | Cristina   | Cristina   |            |            |            | Tony       | Tony       |            |            | Cristina   | Cristina   |            |                 |                 |                |            |            | Tony       | Tony       |            |                  |                  | Guty         | Guty         |             |            |            | Cristina   |            |            | Uriel      |
| Uriel                                           |               |           |               |          |            |           |                 |          |                |           |               |           |                  | Sin voto  | Sin voto        |          |                  |             |                | Sergio   |            | Tony       |            | Chuy       |            |            | Cristina   | Cristina   |            |            |            | Tony       | Tony       |            |            | Cristina   | Cristina   |            |                 |                 |                |            |            | Tony       | Tony       |            |                  |                  | Guty         | Guty         |             |            |            | Cristina   |            |            | Viviana    |
| Viviana                                         |               |           |               |          |            |           |                 |          | Sin voto       |           | Sin voto      |           |                  | Carmen    | Sergio          |          |                  |             |                | Sergio   |            | Tony       |            | Chuy       | Alejandro  | Alejandro  | Cristina   | Cristina   |            | Awilda     | Awilda     | Tony       | Tony       |            |            | Cristina   | Cristina   |            |                 |                 |                | Hubert     | Hubert     | Uriel      | Uriel      |            | Alejandro        | Alejandro        | Guty         | Guty         |             | Awilda     | Awilda     | Cristina   |            | Awilda     | Uriel      |
| Monse                                           |               |           |               |          |            |           |                 | Sin voto |                |           |               | Alba      |                  |           |                 | Valeria  |                  | Alejandro   | Valeria        |          | Angélica   |            | Awilda     |            | Sebastián  | Sebastián  |            |            |            | Awilda     | Awilda     |            |            | Hubert     | Hubert     |            |            |            | Adolfo          | Awilda          |                | Hubert     | Hubert     | Tony       | Tony       |            | Hubert           | Hubert           | Guty         | Guty         |             | Awilda     | Awilda     |            |            | Angélica   |            |
| Cristina                                        |               | Tony      |               |          |            | Tony      |                 |          |                | Gisella   |               |           | Gisella          |           |                 |          | Gisella          |             |                |          | Awilda     | Uriel      | Awilda     | Chuy       |            |            | Natalia    | Natalia    |            |            |            | Tony       | Tony       |            |            | Natalia    | Natalia    |            |                 |                 |                |            |            | Adrián     | Adrián     |            |                  |                  | Guty         | Guty         |             |            |            | Natalia    |            |            |            |
| Alejandro                                       |               |           |               | Regina   |            |           |                 | Valeria  |                |           |               | Alba      |                  |           |                 | Awilda   |                  | Monse       | Awilda         |          | Angélica   |            | Awilda     |            | Sebastián  | Sebastián  |            |            |            | Awilda     | Awilda     |            |            | Hubert     | Hubert     |            |            |            | Adolfo          | Awilda          |                | Hubert     | Hubert     | Uriel      | Uriel      |            | Hubert           | Hubert           |              |              |             |            |            |            |            |            |            |
| Tony                                            |               | Chuy      |               |          |            | Cristina  |                 |          |                | Cristina  |               |           | Gisella          |           |                 |          | Gisella          |             |                |          |            | Uriel      |            | Chuy       |            |            | Cristina   | Cristina   |            |            |            | Natalia    | Natalia    |            |            | Cristina   | Cristina   |            |                 |                 |                |            |            |            |            |            |                  |                  |              |              |             |            |            |            |            |            |            |
| Valeria                                         |               |           |               | Regina   |            |           |                 | Hubert   |                |           |               | Alba      |                  |           |                 | Awilda   |                  | Monse       | Awilda         |          | Angélica   | Tony       | Awilda     | Tony       | Sebastián  | Sebastián  |            |            |            | Awilda     | Awilda     |            |            | Hubert     | Hubert     |            |            |            | Adolfo          | Awilda          |                | Hubert     | Hubert     |            |            |            |                  |                  |              |              |             |            |            |            |            |            |            |
| Adolfo                                          |               |           |               | Regina   |            |           |                 | Awilda   |                |           |               | Alba      |                  |           |                 | Valeria  |                  | Hubert      | Valeria        |          | Angélica   |            | Valeria    |            | Sebastián  | Sebastián  | Natalia    | Natalia    |            | Angélica   | Angélica   | Tony       | Tony       | Alejandro  | Alejandro  | Natalia    | Natalia    |            | Angélica        | Angélica        |                |            |            |            |            |            |                  |                  |              |              |             |            |            |            |            |            |            |
| Adolfo                                          | Adolfo        |           |               | Regina   |            |           |                 | Awilda   |                |           |               | Alba      |                  |           |                 | Valeria  |                  | Hubert      | Valeria        |          | Angélica   |            | Valeria    |            | Sebastián  | Sebastián  | Natalia    | Natalia    |            | Angélica   | Angélica   | Tony       | Tony       | Alejandro  | Alejandro  | Natalia    | Natalia    |            |                 |                 |                |            |            |            |            |            |                  |                  |              |              |             |            |            |            |            |            |            |
| Sebastián                                       | Angélica      |           | Julián        |          | Aylín      |           | Carmen          |          | Angélica       |           | Sergio        |           |                  | Sergio    | Sergio          |          | Gisella          |             |                | Sergio   | Awilda     |            | Awilda     |            | Alejandro  | Alejandro  |            |            |            | Awilda     | Awilda     |            |            |            |            |            |            |            |                 |                 |                |            |            |            |            |            |                  |                  |              |              |             |            |            |            |            |            |            |
| Chuy                                            |               | Tony      |               |          |            | Cristina  |                 |          |                | Gisella   | Sergio        |           | Gisella          |           |                 |          | Cristina         |             |                |          |            | Uriel      |            | Tony       |            |            |            |            |            |            |            |            |            |            |            |            |            |            |                 |                 |                |            |            |            |            |            |                  |                  |              |              |             |            |            |            |            |            |            |
| Samira                                          |               | Tony      |               |          |            | Cristina  | Angélica        |          |                | Cristina  |               |           | Gisella          |           |                 |          | Gisella          |             |                |          |            | Uriel      |            |            |            |            |            |            |            |            |            |            |            |            |            |            |            |            |                 |                 |                |            |            |            |            |            |                  |                  |              |              |             |            |            |            |            |            |            |
| Sergio                                          | Angélica      |           | Julián        |          | Aylín      |           | Angélica        |          | Aylín          |           | Carmen        |           |                  | Sebastián | Angélica        |          |                  |             |                | Uriel    |            |            |            |            |            |            |            |            |            |            |            |            |            |            |            |            |            |            |                 |                 |                |            |            |            |            |            |                  |                  |              |              |             |            |            |            |            |            |            |
| Gisella                                         |               | Tony      |               |          |            | Cristina  |                 |          |                | Cristina  |               |           | Cristina         |           |                 |          | Tony             |             |                |          |            |            |            |            |            |            |            |            |            |            |            |            |            |            |            |            |            |            |                 |                 |                |            |            |            |            |            |                  |                  |              |              |             |            |            |            |            |            |            |
| Carmen                                          | José          |           | Julián        |          | José       |           | Angélica        |          | Angélica       |           | Sergio        |           |                  | Viviana   | Sergio          |          |                  |             |                |          |            |            |            |            |            |            |            |            |            |            |            |            |            |            |            |            |            |            |                 |                 |                |            |            |            |            |            |                  |                  |              |              |             |            |            |            |            |            |            |
| Aylín                                           | José          |           | Julián        |          | José       |           | Carmen          |          | Angélica       |           | Sergio        |           |                  |           |                 |          |                  |             |                |          |            |            |            |            |            |            |            |            |            |            |            |            |            |            |            |            |            |            |                 |                 |                |            |            |            |            |            |                  |                  |              |              |             |            |            |            |            |            |            |
| Julián                                          | José          |           | Carmen        |          | José       |           | Angélica        |          | Aylín          |           |               |           |                  |           |                 |          |                  |             |                |          |            |            |            |            |            |            |            |            |            |            |            |            |            |            |            |            |            |            |                 |                 |                |            |            |            |            |            |                  |                  |              |              |             |            |            |            |            |            |            |
| José                                            | Angélica      |           | Carmen        |          | Aylín      |           | Angélica        |          |                |           |               |           |                  |           |                 |          |                  |             |                |          |            |            |            |            |            |            |            |            |            |            |            |            |            |            |            |            |            |            |                 |                 |                |            |            |            |            |            |                  |                  |              |              |             |            |            |            |            |            |            |
| Carlos                                          |               | Samira    |               | Regina   | Sergio     |           |                 |          |                |           |               |           |                  |           |                 |          |                  |             |                |          |            |            |            |            |            |            |            |            |            |            |            |            |            |            |            |            |            |            |                 |                 |                |            |            |            |            |            |                  |                  |              |              |             |            |            |            |            |            |            |
| Regina                                          |               |           |               | Hubert   |            |           |                 |          |                |           |               |           |                  |           |                 |          |                  |             |                |          |            |            |            |            |            |            |            |            |            |            |            |            |            |            |            |            |            |            |                 |                 |                |            |            |            |            |            |                  |                  |              |              |             |            |            |            |            |            |            |
| Julia                                           | José          |           | Julián        |          |            |           |                 |          |                |           |               |           |                  |           |                 |          |                  |             |                |          |            |            |            |            |            |            |            |            |            |            |            |            |            |            |            |            |            |            |                 |                 |                |            |            |            |            |            |                  |                  |              |              |             |            |            |            |            |            |            |

## Producción
El 9 de mayo de 2024, La isla: desafío extremo fue anunciada como parte de la programación de Telemundo para la temporada televisiva 2024–25. Ese mismo día, Javier Poza fue anunciado como conductor del programa. El programa se estrenará el 30 de julio de 2024.

## Audiencias
| Temporada | Horario (ET/CT)           | Episodios | Primera emisión     | Primera emisión      | Última emisión        | Última emisión       | Prom. de espectadores (millones) |
| Temporada | Horario (ET/CT)           | Episodios | Fecha               | Audiencia (millones) | Fecha                 | Audiencia (millones) | Prom. de espectadores (millones) |
| --------- | ------------------------- | --------- | ------------------- | -------------------- | --------------------- | -------------------- | -------------------------------- |
| 1         | Domingo a viernes 7pm/6c. | 50        | 29 de julio de 2024 | 1.03                 | 14 de octubre de 2024 | 1.30                 | 0.96                             |